# Inferência incerta
Inferência incerta foi descrita pela primeira vez por C. J. van Rijsbergen, como uma maneira formal de definir uma relação de consulta e documentação na recuperação de informação. Esta formalização é uma implicação lógica que está atrelada à medida de incerteza.

## Definições
Rijsbergen propôs que a medida de incerteza de um "d" para uma consulta "q" é a probabilidade da sua implicação lógica, por exemplo:
{\displaystyle P(d\to q)}
Uma consulta do usuário pode ser interpretada como um conjunto de sentenças sobre o documento desejado. É o sistema que tem que inferir, dado um particular documento, se as sentenças da consulta são verdadeiras. Se elas o são, o documento é recuperado. Em muitos casos, o conteúdo dos documentos não é suficiente para afirmar sobre as consultas. É necessário conhecimento com base em fatos e regras, mas alguns deles podem ser incertos, uma vez que pode haver a probabilidade associada ao uso deles por inferência. Portanto, podemos também referir-nos a esta como uma inferência plausível. A plausibilidade da inferência {\displaystyle d\to q} é uma função de plausibilidade para cada sentença da consulta. Em vez de recuperar um documento que seja exatamente igual ao da consulta, podemos comparar os documentos baseados na sua plausibilidade no que diz respeito a essa consulta.
Como "d" e "q" são ambos gerados pelo usuário, eles são propensos a erro, assim,   {\displaystyle d\to q} é incerto. Isso afeta a plausibilidade de uma dada consulta.
Ao fazer isso, ele realiza duas coisas:
- Separa os processos de probabilidades de revisão da lógica;
- Separa o tratamento de relevância dos tratamentos de pedidos.

Documentos multimídia, como imagens e vídeos, podem ter propriedades de inferência diferentes para cada tipo de dado. Eles também são diferentes das propriedades dos documentos de texto. O principal ponto da inferência de plausibilidade permite-nos medir e combinar probabilidades vindas dessas diferentes propriedades. 
Inferência incerta generaliza as noções de lógica automobilística, onde a autenticidade é ou conhecidos ou desconhecidos; e quando conhecidos, eles são verdadeiros ou falsos.

## Exemplo
Se nós temos uma consulta da forma:
{\displaystyle q=A\wedge B\wedge C}
Onde A, B e C são sentenças da consulta, então para o documento D, queremos a probabilidade:
{\displaystyle P(D\to (A\wedge B\wedge C))}
Se nós transformarmos isso numa probabilidade condicional {\displaystyle P((A\wedge B\wedge C)|D)} e se as sentenças da consulta são independentes, nós podemos calcular a probabilidade geral da implicação como um produto de probabilidades de sentenças individuais.

## Trabalhos aprofundados
Croft e Krovetz aplicaram inferência incerta para um sistema de recuperação de informações para documentos de escritório chamados de OFFICER. Nos documentos de escritório, a suposição de independência é válida desde que a consulta se concentre em seus atributos individuais. Além de analisar o conteúdo dos documentos, também se pode consultar sobre o autor, tamanho, tema ou coleção, por exemplo. Eles criaram métodos para comparar documentos e consultar atributos, inferir sua plausibilidade e combiná-lo em uma classificação mais geral para cada documento. Além de que a incerteza do conteúdo do documento e da consulta também tinha de ser resolvida.
Redes lógicas probabilísticas são um sistema para a realização de inferência incerta; valores verdade são substituídos não só por uma probabilidade, mas também por um nível de confiança, o que indica a certeza da probabilidade.
Redes lógicas de Markov permitem uso da inferência incerta; incertezas são calculadas com base no princípio da máxima entropia, em analogia com a maneira que as cadeias de Markov descrevem a incerteza de máquinas de estados finitos.